# François Laurentplein

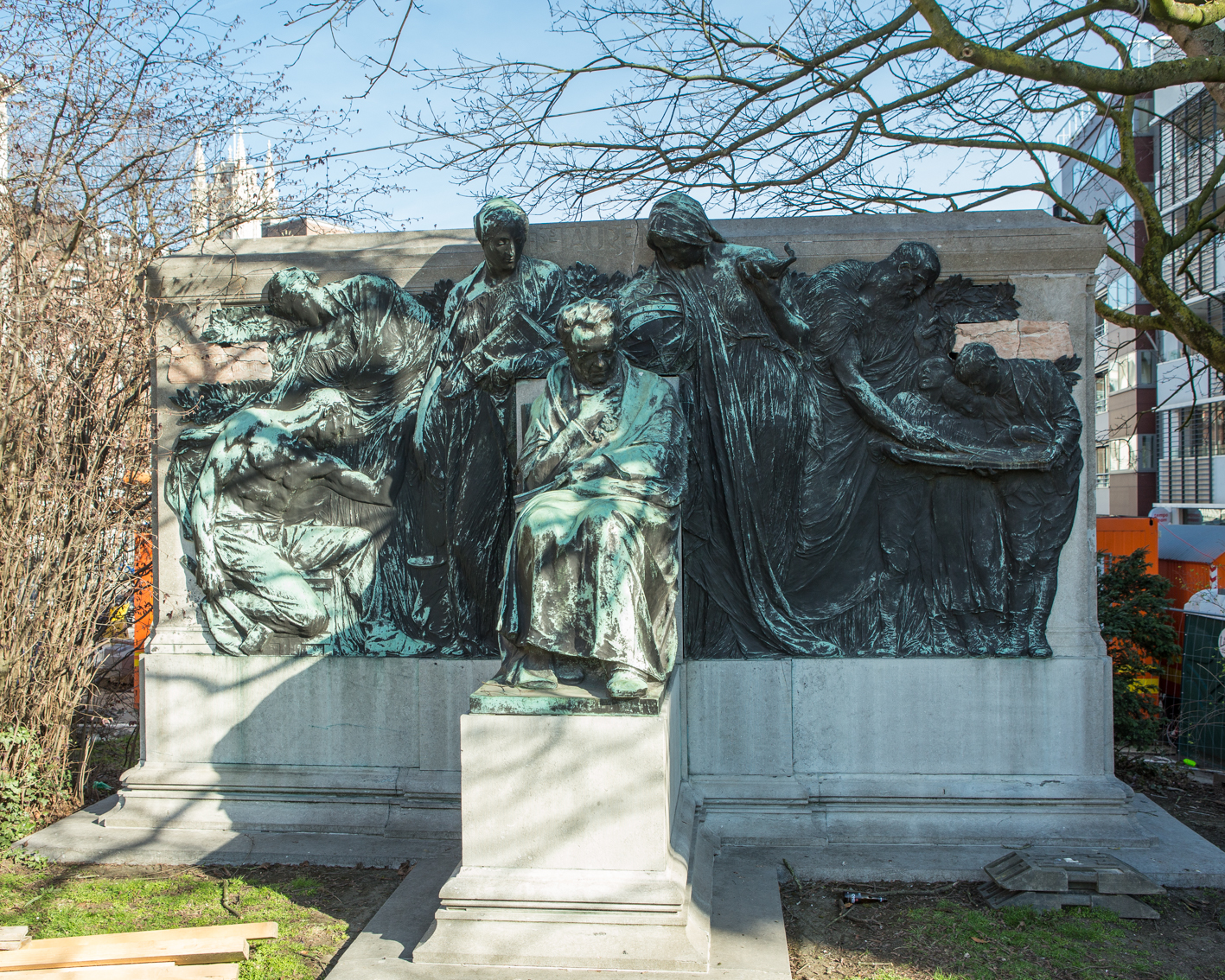
Monument voor François Laurent

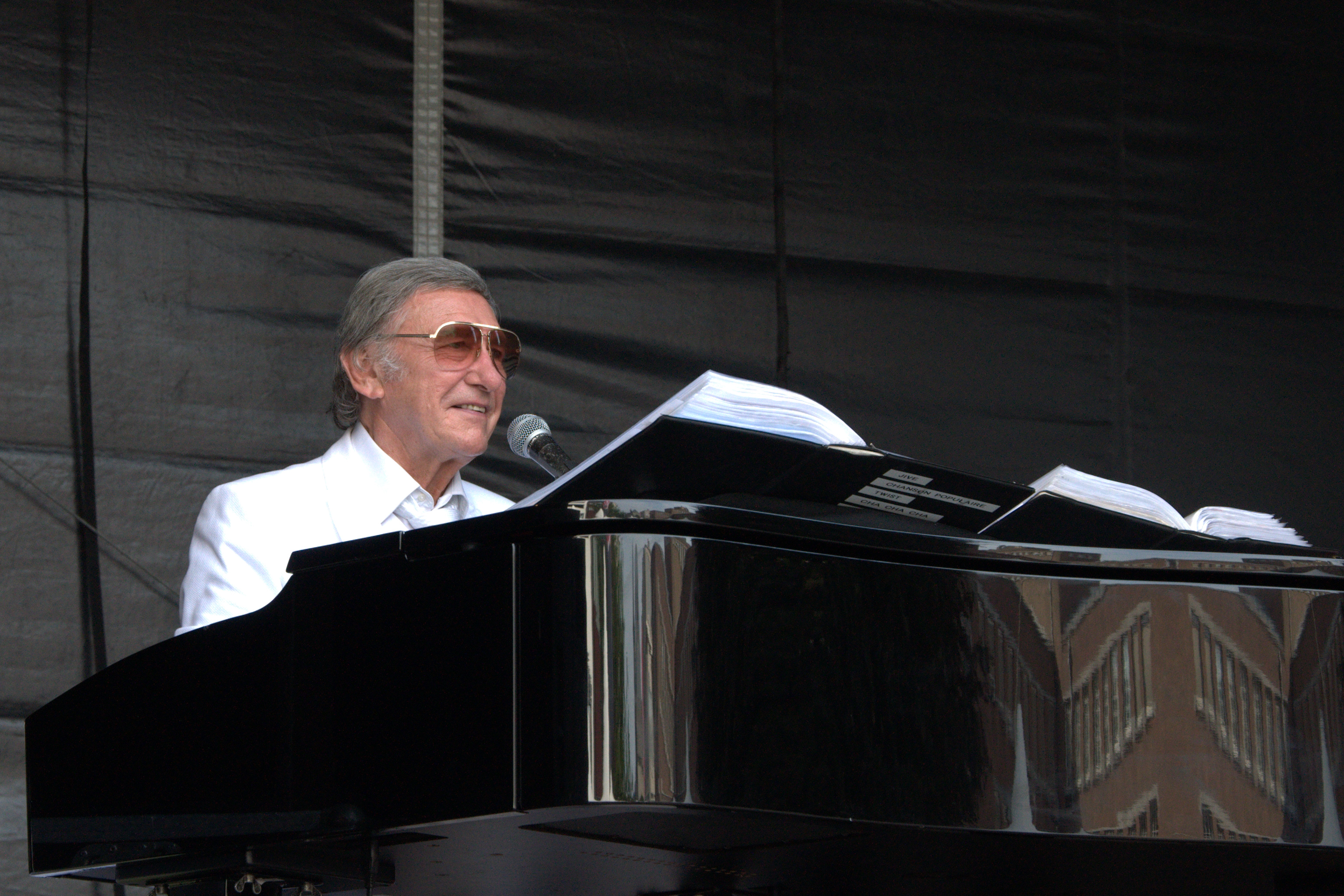
Johan Stollz tijdens de Gentse Feesten 2010 op het François Laurentplein

Het François Laurentplein is een plein in de Belgische stad Gent. Het is genoemd naar François Laurent (1810-1887), hoogleraar in het burgerlijk recht aan de Gentse universiteit.
Het plein werd in 1884 aangelegd, in het kader van het Zollikofer-de Vigneplan toen men dit deel van de Nederschelde overwelfde om de vervuiling en geurhinder in de stad te beperken. Bootjes kunnen onder de brug door maar stuitten even verder op de Wijdenaardbrug. Het gedeelte tussen deze brug en de Nieuwbrug was rond 1960 gedempt, maar is in 2018 weer opengelegd.
De watermolen bij de Watermolenbrug aan de zuidzijde brak men af. Bij de Brabantdam staat een monument voor de gesneuvelden van de Eerste Wereldoorlog. Prominent aanwezig is een standbeeld van François Laurent naar een ontwerp van Jules Pierre Van Biesbroeck, opgericht in 1908 door een oudstudentenvereniging en advocaat Willecquet.

## Een plein of opnieuw de Schelde?
Sinds eind september 2018 vloeien de Schelde en de Leie opnieuw samen aan de Portus Ganda. Men speelt met de idee om ook het plein van zijn gewelven te ontdoen en dit deel van de Nederschelde opnieuw aan de oppervlakte te brengen.

## Het Luisterplein
Tijdens de Gentse Feesten zijn hier meestal muzikale acts te horen voor toeschouwers die willen luisteren.